# ABBA Oro: Grandes Éxitos
ABBA Oro: Grandes Éxitos — альбом-компиляция группы ABBA с песнями на испанском языке, выпущенный лейблом Polydor в 1993 году в США. Диск является эквивалентом их «золотого» альбома, испаноязычная версия которого первоначально вышла под названием Gracias Por La Música в начале 1980 года.

## Об альбоме
Преемником ABBA Oro стал альбом ABBA Mas Oro: Mas ABBA Exitos (ABBA More Gold: More ABBA Hits) 1994 года, на который попали пять англоязычных песен и ещё ряд треков на испанском: четыре песни с латиноамериканских релизов Super Trouper и The Visitors, а также ранее не выходившая испанская версия «Ring Ring», записанная ещё в 1973 году, но пролежавшая в архивах лейбла Polar Music двадцать один год.
Международное издание 1999 года ABBA Oro включает все 15 испаноязычных песен с альбомов Gracias Por La Música и Mas Oro.

## Список композиций
1. «Fernando»  (исп.) (Anderson, Andersson, Ulvaeus, McCluskey, McCluskey) — 4:17
2. «Chiquitita»  (исп.) (Andersson, Ulvaeus, McCluskey, McCluskey) — 5:30
3. «Gracias Por La Música» («Thank You for the Music») (Andersson, Ulvaeus, McCluskey, McCluskey) — 3:49
4. «La Reina Del Baile» a.k.a. «Reina Danzante» («Dancing Queen») (Anderson, Andersson, Ulvaeus, McCluskey, McCluskey) — 4:02
5. «Al Andar» («Move On») (Anderson, Andersson, Ulvaeus, McCluskey, McCluskey) — 4:44
6. «¡Dame! ¡Dame! ¡Dame!» («Gimme! Gimme! Gimme! (A Man After Midnight)») (Andersson, Ulvaeus, McCluskey, McCluskey) — 4:51
7. «Estoy Soñando» («I Have a Dream») (Andersson, Ulvaeus, McCluskey, McCluskey) — 4:38
8. «Mamma Mía»  (исп.) (Anderson, Andersson, Ulvaeus, McCluskey, McCluskey) — 3:34
9. «Hasta Mañana»  (исп.) (Anderson, Andersson, Ulvaeus, McCluskey, McCluskey) — 3:09
10. «Conociéndome, Conociéndote» («Knowing Me, Knowing You») (Anderson, Andersson, Ulvaeus, McCluskey, McCluskey) — 4:04

### Бонусные треки на издании 1999 года
1. «Felicidad» («Happy New Year») (Andersson, Ulvaeus, McCluskey, McCluskey) — 4:24
2. «Andante, Andante  (исп.)» (Andersson, Ulvaeus, McCluskey, McCluskey) — 4:39
3. «Se Me Está Escapando» («Slipping Through My Fingers») (Andersson, Ulvaeus, McCluskey, McCluskey) — 3:52
4. «No Hay A Quien Culpar» («When All Is Said And Done») (Andersson, Ulvaeus, McCluskey, McCluskey) — 3:13
5. «Ring Ring»  (исп.) (Anderson, Andersson, Ulvaeus, Band) — 3:00

(P)1973(15)/1980(1-10)/1981(11-14) Polar Music International AB